# Stazione di Agliano-Castelnuovo Calcea
Stazione di Agliano-Castelnuovo Calcea vasútállomás Olaszországban, Agliano településen.

## Vasútvonalak
Az állomást az alábbi vasútvonalak érintik:
- Asti–Genova-vasútvonal

## Kapcsolódó állomások
A vasútállomáshoz az alábbi állomások vannak a legközelebb:
- Stazione di Montegrosso (Stazione di Asti, Asti–Genova-vasútvonal)
- San Marzano Oliveto railway stop (Stazione di Genova Brignole, Asti–Genova-vasútvonal)